# Laphystia opaca
Laphystia opaca là một loài ruồi trong họ Asilidae. Laphystia opaca được Coquillett miêu tả năm 1904.